# Rhododendron hancockii
Rhododendron hancockii är en ljungväxtart som beskrevs av William Botting Hemsley. Rhododendron hancockii ingår i släktet rododendron, och familjen ljungväxter. Utöver nominatformen finns också underarten R. h. longisepalum.